# Sangaris multimaculata
Sangaris multimaculata là một loài bọ cánh cứng trong họ Cerambycidae.